# 斯派采
斯派采（希臘語：Σπέτσες）是希腊阿提卡大區岛屿专区的市镇，行政中心为斯派采镇。市镇面积为27.121平方公里，2021年人口数量为3,748人。
此市镇包括斯派采岛及远处的数个小岛。